# Solanum ruiz-lealii
Solanum ruiz-lealii là loài thực vật có hoa trong họ Cà. Loài này được Brücher miêu tả khoa học đầu tiên năm 1962.